# 井上公男
井上 公男（いのうえ きみお、1971年12月23日 - ）は、沖縄県出身のバスケットボール選手・指導者である。ポジションはポイントガード。現在は興南高校監督。興南高校時代、朝練に参加するために南城市から興南高校まで自転車で通っていた。

## 来歴
玉城中から興南高校、日本大学を経て、いすゞ自動車に入社。大学の同期に長谷川誠ら、1年先輩に折茂武彦らがいる。
1998年アジア大会に出場する日本代表に選出される。
2000年引退。
2004年、恩師である大田欣伸の跡を受けて母校・興南高校の監督に就任。2006年には17年ぶりとなるインターハイに導き、翌年にはベスト8となった。

## 経歴
- 興南高校 - 日本大学 - いすゞ（1994年〜2000年）

## 日本代表歴
- 1998アジア大会